# Me So Horny (2 Live Crew)
Me So Horny is een single van de rapgroep 2 Live Crew, afkomstig van het album As Nasty As They Wanna Be. Het nummer behaalde de eerste plaats in de top 40. De tekst van het nummer is zeer controversieel en expliciet te noemen.

## Sample
Het meest herkenbaar aan het nummer is de regel "Me so horny, me love you long time". Deze zinnen zijn gesampled uit een scène uit de Amerikaanse film Full Metal Jacket uit 1987. In deze scène probeert een prostituee uit Đà Nẵng Joker en Rafterman (twee Amerikaanse soldaten) te verleiden. De andere samples in Me So Horny zijn ook uit deze film afkomstig. De rol van prostituee wordt gespeeld door de Britse actrice Papillon Soo Soo.

## Succes
Vanwege de controverse rond het nummer, werd het de grootste hit voor 2 Live Crew. Het succes van de single leidde tot zorgen om de teksten van rappers als 2 Live Crew, Ice-T en N.W.A..
Aanklager Jack Thompson klaagde 2 Live Crew aan vanwege de obscene teksten in het nummer in juni 1990. Onder anderen Sinead O'Connor steunde de groep tijdens het proces. Ze zei dat iedereen recht op vrije meningsuiting moest hebben. De aanklacht werd later verworpen door de rechtbank. De publiciteit van het proces zorgde ervoor dat er nog meer albums werden verkocht.
Datzelfde jaar verscheen de parodie Me So Hungry van het Joods-Amerikaanse duo 2 Live Jews; het is afkomstig van hun debuutalbum As Kosher As They Wanna Be. 
In 1999 nam bandleider Luther Campbell een nieuwe versie van het lied op: Bill So Horny, naar aanleiding van de relatie tussen de Amerikaanse president Bill Clinton en zijn secretaresse Monica Lewinsky. De remix haalde de hitlijsten niet.
Een stuk van het lied komt ook in een recente film, Disturbia (2007) genaamd, terug. In deze film zet Ashley dit nummer als ringtone bij de mobiele telefoon van Kale. Uiteraard komt het gedurende het verloop van de film een aantal keren terug.
In 2007 nam de Nederlandse DJ Porny een nummer op met de titel Me So Horny. Dit nummer heeft echter behalve de titel weinig gemeen met de versie van 2 Live Crew.

## Hitnotering

### Nederlandse Top 40
| Hitnotering: 06-01-1990 t/m 17-03-1990 | Hitnotering: 06-01-1990 t/m 17-03-1990 | Hitnotering: 06-01-1990 t/m 17-03-1990 | Hitnotering: 06-01-1990 t/m 17-03-1990 | Hitnotering: 06-01-1990 t/m 17-03-1990 | Hitnotering: 06-01-1990 t/m 17-03-1990 | Hitnotering: 06-01-1990 t/m 17-03-1990 | Hitnotering: 06-01-1990 t/m 17-03-1990 | Hitnotering: 06-01-1990 t/m 17-03-1990 | Hitnotering: 06-01-1990 t/m 17-03-1990 | Hitnotering: 06-01-1990 t/m 17-03-1990 | Hitnotering: 06-01-1990 t/m 17-03-1990 | Hitnotering: 06-01-1990 t/m 17-03-1990 |
| Week                                   | 1                                      | 2                                      | 3                                      | 4                                      | 5                                      | 6                                      | 7                                      | 8                                      | 9                                      | 10                                     | 11                                     |                                        |
| -------------------------------------- | -------------------------------------- | -------------------------------------- | -------------------------------------- | -------------------------------------- | -------------------------------------- | -------------------------------------- | -------------------------------------- | -------------------------------------- | -------------------------------------- | -------------------------------------- | -------------------------------------- | -------------------------------------- |
| Nummer                                 | 22                                     | 11                                     | 5                                      | 3                                      | 1                                      | 1                                      | 3                                      | 5                                      | 9                                      | 16                                     | 29                                     | uit                                    |

### Nationale Top 100
| Hitnotering: 06-01-1990 t/m 07-04-1990 | Hitnotering: 06-01-1990 t/m 07-04-1990 | Hitnotering: 06-01-1990 t/m 07-04-1990 | Hitnotering: 06-01-1990 t/m 07-04-1990 | Hitnotering: 06-01-1990 t/m 07-04-1990 | Hitnotering: 06-01-1990 t/m 07-04-1990 | Hitnotering: 06-01-1990 t/m 07-04-1990 | Hitnotering: 06-01-1990 t/m 07-04-1990 | Hitnotering: 06-01-1990 t/m 07-04-1990 | Hitnotering: 06-01-1990 t/m 07-04-1990 | Hitnotering: 06-01-1990 t/m 07-04-1990 | Hitnotering: 06-01-1990 t/m 07-04-1990 | Hitnotering: 06-01-1990 t/m 07-04-1990 | Hitnotering: 06-01-1990 t/m 07-04-1990 | Hitnotering: 06-01-1990 t/m 07-04-1990 | Hitnotering: 06-01-1990 t/m 07-04-1990 |
| Week                                   | 1                                      | 2                                      | 3                                      | 4                                      | 5                                      | 6                                      | 7                                      | 8                                      | 9                                      | 10                                     | 11                                     | 12                                     | 13                                     | 14                                     |                                        |
| -------------------------------------- | -------------------------------------- | -------------------------------------- | -------------------------------------- | -------------------------------------- | -------------------------------------- | -------------------------------------- | -------------------------------------- | -------------------------------------- | -------------------------------------- | -------------------------------------- | -------------------------------------- | -------------------------------------- | -------------------------------------- | -------------------------------------- | -------------------------------------- |
| Nummer                                 | 55                                     | 22                                     | 10                                     | 5                                      | 1                                      | 1                                      | 1                                      | 3                                      | 6                                      | 7                                      | 13                                     | 25                                     | 46                                     | 76                                     | uit                                    |